# El Paraíso (departement)
Departamento de El Paraíso är ett departement i Honduras. Det ligger i den centrala delen av landet, 80 km öster om huvudstaden Tegucigalpa. Antalet invånare är 383 565. Arean är 7 489 kvadratkilometer.
Terrängen i Departamento de El Paraíso är bergig åt sydväst, men åt nordost är den kuperad.
Departamento de El Paraíso delas in i kommunerna:

1. Alauca
2. Danlí
3. El Paraíso
4. Güinope
5. Jacaleapa
6. Liure
7. Morocelí
8. Oropolí
9. Potrerillos
10. San Antonio de Flores
11. San Lucas
12. San Matías
13. Soledad
14. Teupasenti
15. Texíguat
16. Trojes
17. Vado Ancho
18. Yauyupe
19. Yuscarán

Följande samhällen finns i Departamento de El Paraíso:

- Danlí
- El Paraíso
- Las Trojes
- Teupasenti
- Morocelí
- Güinope
- Jacaleapa
- Yuscarán
- Ojo de Agua
- El Obraje
- El Chichicaste
- Cuyalí
- Santa Cruz
- Oropolí
- San Lucas
- San Diego
- San Matías
- Quebrada Larga
- Araulí
- Jutiapa
- Las Ánimas
- El Benque
- Liure
- Texíguat
- Mandasta
- El Pescadero
- El Rodeo